# Camponotus namacola
Camponotus namacola är en myrart som beskrevs av Prins 1973. Camponotus namacola ingår i släktet hästmyror, och familjen myror. Inga underarter finns listade.